# Regierung Spaak IV
Die Regierung Spaak IV amtierte in Belgien vom 27. November 1948 bis zum 27. Juni 1949. Im November 1948 trat Justizminister Struye zurück, dem zu große Milde bei der Bestrafung von Kollaborateuren vorgeworfen wurde. Aus Solidarität erklärte die gesamte Regierung ihren Rücktritt. Die Regierung Spaak IV war erneut eine Koalition von Sozialisten (PSB/BSP) und Christdemokraten (PSC/CVP), deren Besetzung weitgehend mit ihrer Vorgängerregierung übereinstimmte. Nach der Parlamentswahl 1949 wurde vom Christdemokraten Gaston Eyskens eine neue Regierung aus Christdemokraten und Liberalen (PL/LP) gebildet.

## Kabinett
| Amt                                          | Amtsinhaber                             | Partei    | Beginn der Amtszeit | Ende der Amtszeit |
| -------------------------------------------- | --------------------------------------- | --------- | ------------------- | ----------------- |
| Premierminister Außenminister                | Paul-Henri Spaak                        | PSB/BSP   | 27. November 1948   | 27. Juni 1949     |
| Bildungsminister                             | Camille Huysmans                        | PSB/BSP   | 27. November 1948   | 27. Juni 1949     |
| Minister für Arbeit und Soziales             | Léon-Eli Troclet                        | PSB/BSP   | 27. November 1948   | 27. Juni 1949     |
| Verteidigungsminister                        | Raoul de Fraiteur                       | parteilos | 27. November 1948   | 27. Juni 1949     |
| Minister für Verwaltung und Pensionen        | Jules Merlot                            | PSB/BSP   | 27. November 1948   | 27. Juni 1949     |
| Minister für die Koordination der Wirtschaft | Paul De Groote                          | PSB/BSP   | 27. November 1948   | 27. Juni 1949     |
| Innenminister                                | Pierre Vermeylen                        | PSB/BSP   | 27. November 1948   | 27. Juni 1949     |
| Finanzminister                               | Gaston Eyskens                          | PSC/CVP   | 27. November 1948   | 27. Juni 1949     |
| Landwirtschaftsminister                      | Maurice Orban                           | PSC/CVP   | 27. November 1948   | 27. Juni 1949     |
| Minister für öffentliche Arbeiten            | Oscar Behogne                           | PSC/CVP   | 27. November 1948   | 27. Juni 1949     |
| Minister für Kommunikation                   | Achille Van Acker                       | PSB/BSP   | 27. November 1948   | 27. Juni 1949     |
| Kolonialminister                             | Pierre Wigny                            | PSC/CVP   | 27. November 1948   | 27. Juni 1949     |
| Minister für Wirtschaft und Mittelstand      | Jean Duvieusart                         | PSC/CVP   | 27. November 1948   | 27. Juni 1949     |
| Minister für Außenhandel                     | Georges Moens de Fernig                 | parteilos | 27. November 1948   | 27. Juni 1949     |
| Minister für Wiederaufbau                    | Robert De Man                           | PSC/CVP   | 27. November 1948   | 27. Juni 1949     |
| Minister für Gesundheit und Familie          | François-Xavier van der Straten Waillet | PSC/CVP   | 27. November 1948   | 27. Juni 1949     |
| Justizminister                               | Henri Moreau de Melen                   | PSC/CVP   | 27. November 1948   | 27. Juni 1949     |